# Tonic Trouble
Tonic Trouble és un videojoc d'acció-aventura desenvolupat per Ubi Soft Montreal i publicat per Ubi Soft. El joc va d'un escombraire anomenat Ed, que deixa caure un recipient de líquid no identificat de la seva nau espacial a la Terra, transformant el planeta en una versió mutada de si mateix. El borratxo Grögh beu del contenidor i se li concedeixen poders que el porten a conquerir la Terra. Assumint el paper d'Ed, el jugador s'encarrega de resoldre trencaclosques i derrotar enemics per adquirir les eines per conquerir Grögh i recuperar el contenidor amb l'objectiu de crear un antídot.
Tonic Trouble va ser conceptualitzat per Michel Ancel i desenvolupat per un equip de prop de 120 persones, començant la producció al juny de 1996. Després de múltiples retards, el joc va ser llançat per la Nintendo 64 l'agost de 1999, amb una versió de Microsoft Windows al desembre del mateix any. Una adaptació de Game Boy Color va ser realitzada per RFX Interactive i publicat a Europa el 2000. Tonic Trouble va rebre una resposta mixta de la crítica, que va aprovar els controls, la puntuació, el disseny de nivells i els gràfics, però va criticar el sistema de càmeres, la jugabilitat, el grafisme i la seva naturalesa derivada. El joc va vendre 1,1 milions de còpies.

## Jugabilitat
Tonic Trouble és un videojoc d'acció-aventura jugat amb una perspectiva en tercera persona. El personatge jugable, Ed, navega en entorns tridimensionals a través de plataformes i entrant a portals, mentre empren una sarbatana (usada en una perspectiva en primera persona); es recompensen nous aparells a mesura que es completin més nivells. Els aparells són creats per un "científic boig" character, que fabrica la sarbatana, un corbatí que permet a Ed volar, una escalafandra per a l'exploració submarina, un cinturó que funciona com a dispositiu de recobriment permetent-li aparèixer com els enemics, i un pal pogo que li permet travessar lava i obrir les trampes obertes. Hi ha sis nivells a la versió de Game Boy Color, a diferència dels dotze que figuren a les versions de Nintendo 64 i Microsoft Windows.
Ed pot saltar, escalar, volar, nedar i arrossegar-se. Per desbloquejar l'habilitat d'agafar i colpejar els enemics, ha d'ampliar-se en Super Ed amb crispetes de blat de moro. La barra de salut augmenta a partir de l'obtenció de termòmetres daurats. Ed pot utilitzar un pal per vèncer els enemics, activar els interruptors i obrir portes a àrees que continguin articles de bonificació. Entre els resptes s'inclouen la recopilació d'òrboles vermelles i altres objectes; la resolució de trencaclosques poden concedir potenciadors i ajuda a derrotar enemics. Recollir esferes de bonificació desbloqueja un nivell secret.

## Argument
Ed, un alien morat que treballa com a escombraire de la seva nau nodrissa, es troba netejant un traster. Comença a caçar una insecte, intentant aixafar-lo. Esgotat de la caça, Ed procedeix a beure un líquid no identificat en un recipient, però mentre l'escup al terra, els cargols recobreixen vida i s'obra un portal. El recipient cau a través del portal i baixa a la Terra, contaminant un riu i provocant que tot el planeta es mogui. Grögh, un borratxo que dorm a la vora s'empassa el líquid i obté poders sobrenaturals que l'ajuden a conquerir la Terra.
Poc després de l'incident, Ed és contractat per l'agent líder de la resistència Xyz per obtenir el recipient de manera que es pugui crear un antídot contra les mutacions. Ed pren una petita nau espacial a la Terra per trobar-se amb l'inventor Doc i la seva filla Suzy, que va dir que Xyz donaria ajuda en la seva missió. En el seu camí, es va estavellar contra una muntanya nevada, que el va fer continuar per trineu. Als peus de la muntanya, Ed pren el camí directe cap a la Plana Sud, on es troba amb Suzy. Ella implora Ed per salvar el seu pare, que va ser empresonat pel seu propi robot després de la contaminació.
Un cop alliberat, el doc informa Ed que, abans de la seva captura, estava construint una catapulta que podria portar a algú al castell de Grögh i recuperar el recipient. No obstant això, els sequaços de Grögh van prendre els elements necessaris per acabar el material, que el doctor instrueix a Ed per recuperar-lo. El darrer element és robat per un enemic anomenat Mushroom Mushroom, però Ed el derrota. Amb la catapulta del Doc completada, Ed es llança al Castell de Grögh, on participa en la batalla contra Grögh i guanya. Ed recupera el recipient, que li permet remeiar finalment la infestació de la Terra.

## Rebuda
Tonic Trouble va obtenir una recepció mixta un cop alliberat, segons el web de revisions GameRankings. Va vendre 1,1 milions de còpies fins al 2001. Electronic Gaming Monthly va declarar que, en termes de disseny de nivells, Tonic Trouble va ser "un joc de plataformes molt desenvolupat"; l'esquema de control es va elogiar de manera similar. Game Informer va escriure que la "àmplia varietat" jugabilitat i controls "sòlids" seria divertit per als fans de plataformes. GamePro va felicitar la música i els efectes de so, observant que els trencaclosques mantenen el joc "divers" i "desafiant". Suzi Sez, revisant la versió per a PC per a GameZone, va gaudir de Tonic Trouble amb els gràfics en 3D "impressionants", efectes de so "genials" i música, història argumental "divertida" i implacable valor de rejugada. Matt Casamassina de IGN va consider que les imatges eren "bones", els personatges i els nivells eren "ben dissenyats", i la música era un dels punts forts del joc. L'anàlisi de la versió de Game Boy Color per part de IGN, escrit per Tim Jones, va descriure els controls com "ajustats i sensibles" i l'humor i les imatges eren "agradables". Jones va assenyalar que els gràfics, eren vistos com a "clars" i colorits, complementaven el disseny dels nivells, afegint que els sprites ostenten una animació "excel·lent" i detallada. Va destacar que la música també estava ben feta. Jeffrey Adam Young de Next Generation va aprovar el món del joc i la seva barreja d'elements de plataforma, exploració i resolució de trencaclosques. D'acord amb Jones, Young va felicitar els controls "sensibles" i l'humor. Nintendo Power va agrair que els controls fessin dels personatges i el món més agradables. Es deia que la música oferia una combinació suficient per als gràfics.
Per contra, Electronic Gaming Monthly va culpar a la Nintendo 64 per les deficiències visuals del joc, va criticar les batalles del cap per la seva falta de dificultat, i va veure la música com a insignificant, alhora que anomenava el personatge principal com a "molest" i el sistema de càmeres "confús". Game Informer no li va agradar els gràfics i va observar alguns problemes de càmera. GamePro va desacreditar els personatges "de textures escasses" i "de baixa resolució i borroses", les veus de les quals eren considerades "forçades". El seu problema principal va ser amb els controls per ser incongruents amb la càmera. Johnny Liu de Game Revolution va donar a Ed el premi de "El pitjor personatge de videojocs de 1999", citant un "rendiment horrible en un joc igualment dolent". Va apuntar a la minsa història i els controls sense refinar, acceptant altres crítiques sobre els angles de càmera "irritants" i les imatges "confuses". Ben Stahl de GameSpot va subratllar que Tonic Trouble és "un brillant exemple de com no fer un joc de plataformes". Va qualificar la majoria dels colors dels entorns com "una mirada", els gràfics com "simplement horribles" i el disseny de nivells "suau i poc original". En desacord amb GamePro, la banda sonora va ser interpretada més aviat com a "cursi" i de baix valor productiu. Stahl va expressar el menyspreu per la manca d'efectes sonors, va sentir que el joc era "francament coix" i que també va trobar dificultats per a la càmera. Casamassina va comparar Tonic Trouble el S. S. Minnow de Love Boat de Rayman 2, observant la "sensació genèrica" del joc com el seu major obstacle. Compartint amb Stahl, Casamassina va trobar que hi havia pocs efectes sonors. Revisant el joc de PC, Vincent Lopez de IGN va comparar el joc amb Rayman 2 com Casamassina, subratllant que era massa semblant al passat de les plataformes. La càmera va ser objecte de reprovació per la forma en què empitjoraria de manera inherent l'experiència de joc, afegint-li la seva insatisfacció amb els controls. Jones es va burlar de la naturalesa "descaradament derivada" del joc. Nintendo Power es va queixar de certes àrees on la "detecció de col·lisions" no va aconseguir efecte.